# Ugarte (Gamarra Menor)
Ugarte es un despoblado que actualmente forma parte del concejo de Gamarra Menor, que está situado en el municipio de Vitoria, en la provincia de Álava, País Vasco (España).

## Historia
Documentado desde 1818, se desconoce cuándo se despobló. 